# 楊濤 (進士)
楊濤，贵州黎平人，大清政治人物、同進士出身。
嘉慶四年（1799年）己未科進士，选庶吉士，官翰林院檢討。后升任翰林院编修。